# Zaubertasse
Als Zaubertasse (englisch: Magic Mug) bezeichnet man eine mit einem Farbaufdruck versehene Tasse, deren Motiv sich aufgrund von Thermochromie ändern kann.
Wird eine solche Tasse mit einem warmen oder heißen Getränk gefüllt, bewirkt die Temperaturänderung an der Außenseite des Gefäßes eine sichtbare Veränderung der Abbildung. Beispielsweise kann ein bis dahin unsichtbares Motiv erscheinen oder ein bis dahin sichtbares Motiv verschwindet. Durch Kombination von temperaturbeständigen Farben zusammen mit thermochromen Farben lassen sich ebenso Übergangseffekte zwischen verschiedenen Motiven erzeugen.
Eine simple, aber interessante Eigenschaft der Zaubertasse ist der Umstand, dass die Farbveränderung an der Außenseite nur in dem Bereich zu sehen ist, der durch den Pegel des eingefüllten Getränkes vorgegeben ist.
Zu erwähnen ist, dass die schwarzen Keramik-Zaubertassen, die in vielen Internetshops angeboten werden, beim Erkalten nicht ganz schwarz werden. Das Motiv schimmert noch durch und ist in direktem Licht sichtbar. Dies ist darauf zurückzuführen, dass die Keramiktasse mit der Thermochromieschicht und einem Kunstharzlack überzogen, und danach das Bild per Sublimation eindiffundiert wird. Es gibt jedoch auch Angebote, bei denen im Kaltzustand die Tasse bzw. die abgedeckten Flächen absolut blickdicht sind. Das ist auf ein alternatives Herstellungsverfahren zurückzuführen, bei dem das Motiv zuerst z. B. im Direktdruck, Fine-Art-Print oder auch in Sublimationstechnik aufgebracht wird, und erst anschließend die Thermochromschicht und ein Schutzlack aufgebracht werden.
- Beispiele
- Video: Aufwacher Wundertasse
- Wundertasse als Werbeartikel